# Ilex confertiflora
Ilex confertiflora är en järneksväxtart som beskrevs av Elmer Drew Merrill. Ilex confertiflora ingår i släktet järnekar, och familjen järneksväxter. Utöver nominatformen finns också underarten I. c. kwangsiensis.